# 196. pehotna brigada (ZDA)
196. pehotna brigada (angleško 196th Infantry Brigade) je bila pehotna brigada Kopenske vojske Združenih držav Amerike.

## Odlikovanja
- Valorous Unit Award
- Križec viteštva s palmo